# Bridget Fonda
Bridget Jane Fonda (ur. 27 stycznia 1964 w Los Angeles) – amerykańska aktorka.

## Życiorys
Pochodzi z aktorskiej rodziny. Jej dziadek Henry był laureatem Oscara, ojciec Peter dwukrotnie został do tej nagrody nominowany. Aktorką jest także jej ciotka Jane. Ona sama zaczynała od gry w szkolnych przedstawieniach. Pierwszą, niewielką rolę filmową zagrała w 1982 (Partners), regularnie na ekranie zaczęła się pojawiać 5 lat później. Najbardziej znane filmy z jej udziałem to Ojciec chrzestny III (1990), Kryptonim Nina (1993, amerykańska wersja Nikity Luca Bessona), Dwa miliony dolarów napiwku (1994), Jackie Brown (1997), Prosty plan (1998) i Pocałunek smoka (2001).
W 2003 roku doznała urazu kręgosłupa w wypadku samochodowym.